# Kekenodontidae
Kekenodontidae é uma família de cetáceos misticetos extinta. Contêm apenas dois gêneros, cada um com uma espécie. Seu posicionamento ainda é debatido entre os taxonomistas.

## Classificação
Simpson (1945) descrevia os dois gêneros, como pertencentes a família Dorudontidae, subordem Archaeoceti. Mitchell (1939) separou os dois gêneros na subfamília Kekenodontinae. Fordyce (1992), Fordyce e Barnes (1994), Fordyce et al. (1995), McKenna e Bell (1997), e Fordyce e Muizon (2002) a reconheceram o grupo como família, e o posicionaram entre os cetáceos misticetos. Fordyce (2004) e Fordyce (2006) a levou para a subordem Archaeoceti. Enquanto Uhen (2000-2006) a considera como uma subfamília da Basilosauridae.
- Família Kekenodontidae Mitchell, 1989
  - Gênero Kekenodon Hector 1881 
    - Kekenodon onamata Hector 1881 (Mioceno Superior - Nova Zelândia)

  - Gênero Phococetus Gervais 1876 
    - Phococetus vasconum (Delfortrie 1873) (Mioceno Superior - França)